# Politik als Beruf
Politik als Beruf ist der Titel eines Vortrags, den Max Weber am 28. Januar 1919 vor dem „Freistudentischen Bund – Landesverband Bayern“ in der Münchner Buchhandlung Steinicke als zweiten Beitrag seiner Vortragsreihe Geistige Arbeit als Beruf hielt (der erste war Wissenschaft als Beruf vom 7. November 1917). Der erheblich erweiterte Text dieses Vortrags wurde im Juli 1919 veröffentlicht. Politik als Beruf ist zu einem Klassiker der Politikwissenschaft geworden.

## Inhalt
In seiner Abhandlung stellt Weber eine der zentralen Definitionen über den Staat auf, wonach der Staat zu verstehen ist „als eine Gemeinschaft, welche innerhalb eines bestimmten Gebietes das Monopol legitimer physischer Gewaltsamkeit für sich (mit Erfolg) in Anspruch nimmt“. Damit der Staat bestehen könne, müssten sich die beherrschten Menschen der beanspruchten Autorität fügen. Nach Weber gibt es dafür drei Legitimitätsgründe:
1. Durch Sitte, etwa eine traditionelle Herrschaft, wie sie beispielsweise der Patriarch ausübt.
2. Durch charismatische Herrschaft, wie sie der große Demagoge und politische Parteiführer ausüben und
3. Herrschaft durch Legalität einer Satzung.

Weber differenziert zwischen Berufspolitikern und nebenberuflichen Politikern (Vertrauensmänner und Vorstände von parteipolitischen Vereinen), welche Politik nur im Bedarfsfall ausüben, vor allem aber kein hauptsächliches Einkommen daraus haben. Die Professionalisierung, aber auch die Zwänge der Berufspolitiker sind das Kernthema des Vortrags.
Die von ihm genannte Dilettantenwirtschaft von Erbpolitikern und leidenschaftlichen Politikern, die für die Sache Politik machen, setzt er in den Gegensatz zum Berufsbeamtentum, welches auch bei einem Machtwechsel bestehen bleibt und sich rein auf die pragmatischen Inhalte der Politik konzentriert. Er selbst zog die professionelle Variante aus „rein technisch-politischen Gesichtspunkten“ vor.
Nach Weber sind sachliche Leidenschaft, Verantwortungsgefühl und ein distanziertes Augenmaß die drei wichtigsten Qualitäten eines Politikers. Die größte Schwäche für einen Politiker hingegen sei die Eitelkeit; diese lasse den Politiker unsachlich und verantwortungslos erscheinen.
Des Weiteren hat Weber die Begriffe Verantwortungsethik und Gesinnungsethik geprägt. Nach Weber verfolgt jeder gute Politiker höhere Ziele, also eine bestimmte Ethik. Weber fragt in Politik als Beruf am Ende, ob ein Politiker eher einer Verantwortungsethik (die Folgen des Handelns bedenken) oder einer Gesinnungsethik (das moralisch Richtige tun) folgen soll. Die Frage ist für ihn letztlich nicht eindeutig zu beantworten, da Politik laut Weber zwar mit dem Kopf gemacht wird, aber eben nicht nur mit dem Kopf. Er folgert, dass Gesinnungs- und Verantwortungsethik keine Gegensätze, sondern Ergänzungen sind, die gemeinsam den richtigen Politiker ausmachen.

## Begriffe und Definitionen

### Gelegenheitspolitiker
Gelegenheitspolitiker beschreibt Weber als all diejenigen, die einen Wahlzettel abgeben oder auf andere Art und Weise ihren politischen Willen äußern, wie zum Beispiel durch eine politische Rede oder einen Akt der Einflussnahme auf einer politischen Veranstaltung.

### Nebenberufspolitiker
Nebenberufliche Politiker sind wiederum solche, welche nur im Bedarfsfall ihre politische Tätigkeit ausüben und weder materiell noch ideell ihr „Leben daraus machen“. Solche Personen können laut Weber Vorstände von parteipolitischen Vereinen sein, aber auch Mitglieder von Stadträten oder Parlamentarier, die nur während einer Session aktiv Politik betreiben.

### Berufspolitiker
Weber leitet zuerst den Bedarf an Berufspolitikern von verschiedenen Prämissen ab. So beschreibt er die Notwendigkeit dieses Typus anhand des Fürsten als Regent eines Gemeinwesens. So habe dieser zwar Stände besessen, die ihm gedient hätten (ähnlich den oben beschrieben Nebenberufspolitikern); diese seien jedoch weit davon entfernt gewesen, politisch zu handeln, und seien auch nur tätig geworden, wenn der Herr dies ausdrücklich verlangt habe. Dem Fürsten hätten jedoch solche Hilfekräfte nicht genügt, weshalb hauptberufliche Hilfskräfte, also Gewohnheitspolitiker, notwendig geworden seien, um die täglichen Aufgaben zu erfüllen.
Weber unterteilt dabei den Begriff des Berufpolitikers in solche, die für die Politik, und solche, die von der Politik leben. Mit „für die Politik leben“ meint Weber jemanden, der „sein Leben daraus“ mache – sei es der bloße Besitz der Macht oder der Dienst an einer Sache. Weber erklärt ferner, dass jemand nur dann ganz für eine Sache leben könne, wenn er auch von dieser leben könne.
So müsse er zum einen sehr vermögend sein, um mit dem Einkommen, das ihm die Politik abwirft, unabhängig zu sein. Zum anderen aber müsse er auch wirtschaftlich abkömmlich sein, was bedeutet, dass sein Einkommen nicht vom Einsatz seiner Arbeitskraft abhängen dürfe. Demnach könnten Berufspolitiker für Weber keine Mittellosen, Arbeiter, aber auch keine Unternehmer sein, sondern lediglich Rentiers, die ein arbeitsloses Einkommen beziehen. Dies hätte aber eine plutokratische Rekrutierung der politischen Führung zur Folge.
Da aber auch der vermögende Mann nicht unabhängig sein könne, indem er sich im eigentlichen Sinne der Politik nur an der Sache orientiert, sondern auch den Schutz seiner ökonomischen Sekurität im Blick habe, könne auch dies keine Lösung sein. Eine Demokratisierung aber mache eine Öffnung für andere Schichten notwendig, weshalb die Tätigkeit in der Politik entgolten werden müsse – etwa über Gebühren für Amtshandlungen oder aber durch den festen Bezug von Naturalien oder Gehältern. Hier tritt laut Weber als neuer Typ des demokratischen Zeitalters der „Parteibeamte“, das heißt der angestellte hauptberufliche Funktionär, auf.